# Paseo Bulnes
El paseo Bulnes es una arteria vial de carácter peatonal ubicada en el centro de la ciudad de Santiago, Chile. Compone la parte sur del barrio Cívico, extendiéndose con dirección norte-sur por seis cuadras desde la plaza de la Ciudadanía hasta el parque Almagro. Está encajonado mayoritariamente por dependencias públicas, rodeado por las calles paralelas Nataniel Cox y Zenteno. Su nombre es un homenaje a Manuel Bulnes, presidente de Chile entre 1841 y 1851, quien convirtió al Palacio de La Moneda en la sede de gobierno. Junto con el barrio Cívico y el parque Almagro fue declarado Zona Típica por decreto del 5 de febrero de 2008.

## Historia

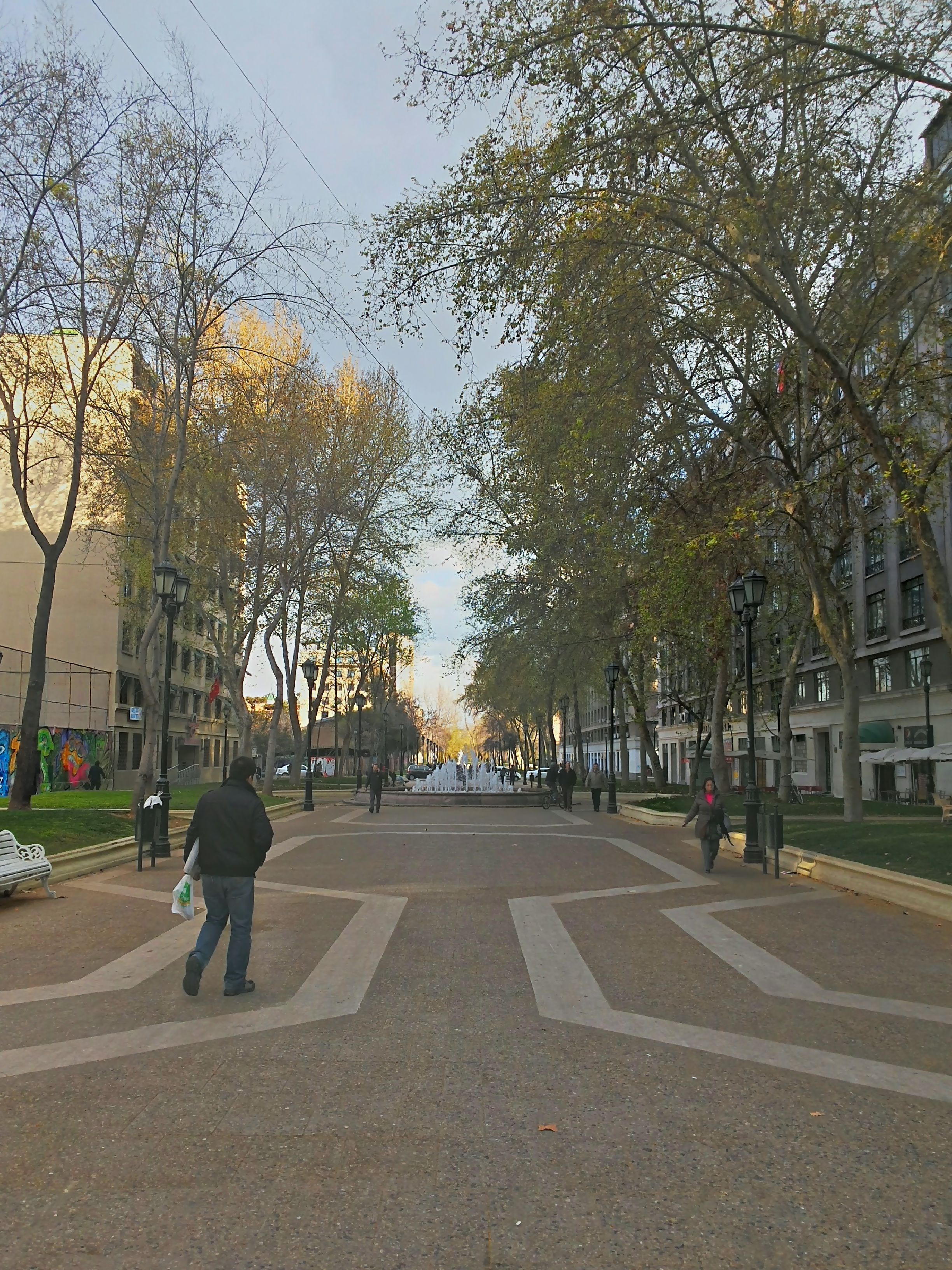
Eje Bulnes.

Inicialmente conocida como avenida Central (renombrada luego como 12 de febrero y avenida Bulnes), era una arteria de gran actividad comercial. En 1934 el arquitecto austríaco Karl Brunner, en su segunda visita a Chile, propuso en el contexto de la creación del Eje Cívico de Santiago que la avenida pasara a ser peatonal, a la vez que proyectaba un nuevo edificio para el Congreso Nacional como el remate por el sur del paseo Bulnes. La propuesta se afinó en el proyecto de 1937 del arquitecto chileno Carlos Vera, y se oficializó en el Plan Oficial de Urbanizaciones de Santiago de 1939.
Al final del paseo Bulnes fue instalado en la década de 1960 el monumento a Pedro Aguirre Cerda, obra de Lorenzo Berg y que quedó inconclusa, siendo reemplazada por una escultura hecha por Galvarino Ponce que fue inaugurada el 17 de septiembre de 1967.
En 1978 la plaza Bulnes fue remodelada, y en ella se construyó al año siguiente el Altar de la Patria y la cripta de Bernardo O'Higgins —con el monumento fúnebre al prócer chileno, obra del escultor italiano Rinaldo Rinaldi—; junto a ella en 1982 fue instalada la Llama Eterna de la Libertad, que brevemente estuvo en la plaza Bulnes en 1975, y que después, de manera temporal, en el cerro Santa Lucía. En 1985 se inauguró el parque Almagro, que a pesar de no estar contemplado en el diseño de Brunner, se conectó con el extremo sur del paseo. En 2005 se volvió a remodelar la plaza Bulnes, quitando el Altar de la Patria y la Llama Eterna.
En septiembre de 2012 se anunció la remodelación del paseo para transformarlo en un bulevar, junto con la apertura de una explanada que una el paseo con la plaza de la Ciudadanía, dejando la Alameda subterránea. Ello se complementaría con la apertura de la calle Zenteno, interrumpida en las dos últimas cuadras, además del proyecto de construcción de un complejo de dos torres de oficinas al final del paseo. Está contemplada para 2021.

## Véase también

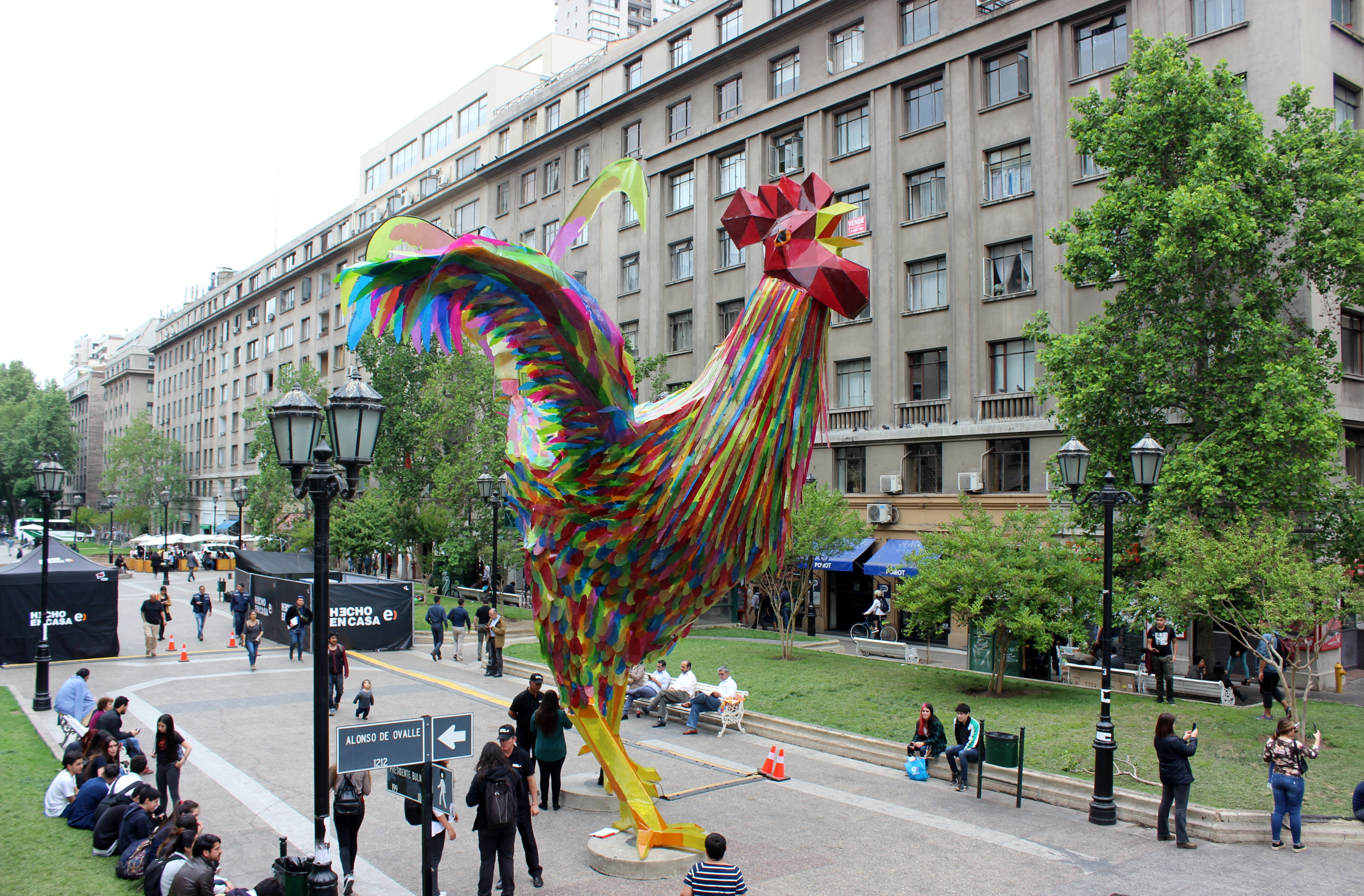
El paseo durante el festival Hecho en Casa 2018